# Chaetocnema livida
Chaetocnema livida es un coleóptero de la familia Chrysomelidae. Fue descrita científicamente en 1996 por White.